# The 50 Greatest Cartoons
The 50 Greatest Cartoons: As Selected by 1,000 Animation Professionals est un livre de 1994 écrit par l'historien de l'animation Jerry Beck (en). Il contient des articles à propos de cinquante courts-métrages considérés comme étant parmi les meilleurs jamais réalisés. Les cartoons ont été choisis d'après l'avis de 1 000 personnes travaillant dans l'industrie de l'animation.
Chaque cartoon dure moins de 30 minutes et est animé par celluloïd (sauf Gertie le dinosaure). Dix-sept des films sélectionnés sont des courts-métrages Looney Tunes et Merrie Melodies produits par Warner Bros. Cartoons, et dix d'entre eux ont été réalisés par Chuck Jones. Tous les cartoons sélectionnés ont été créés et réalisés avant 1960, sauf The Big Snit (#25, 1985), The Cat Came Back (#32, 1988), Bambi Meets Godzilla (#38, 1969), L'Homme qui plantait des arbres (#44, 1987), et Quasi at the Quackadero (en) (#46, 1975).

## Le top 50 des plus grands cartoons
| Ordre | Titre                                                      | Studio        | Année | Réalisateur                        |
| ----- | ---------------------------------------------------------- | ------------- | ----- | ---------------------------------- |
| 1     | What's Opera, Doc?                                         | Warner Bros.  | 1957  | Chuck Jones                        |
| 2     | Farce au canard (Duck Amuck)                               | Warner Bros.  | 1953  | Chuck Jones                        |
| 3     | La Fanfare (The Band Concert)                              | Disney        | 1935  | Wilfred Jackson                    |
| 4     | Duck Dodgers in the 24½th Century                          | Warner Bros.  | 1953  | Chuck Jones                        |
| 5     | One Froggy Evening                                         | Warner Bros.  | 1955  | Chuck Jones                        |
| 6     | Gertie le dinosaure                                        | Winsor McCay  | 1914  | Winsor McCay                       |
| 7     | Red Hot Riding Hood                                        | MGM           | 1943  | Tex Avery                          |
| 8     | Porky in Wackyland                                         | Warner Bros.  | 1938  | Bob Clampett                       |
| 9     | Gerald McBoing-Boing                                       | UPA           | 1950  | Robert Cannon                      |
| 10    | King-Size Canary                                           | MGM           | 1947  | Tex Avery                          |
| 11    | Les Trois Petits Cochons                                   | Disney        | 1933  | Burt Gillett                       |
| 12    | Rabbit of Seville                                          | Warner Bros.  | 1950  | Chuck Jones                        |
| 13    | Steamboat Willie                                           | Disney        | 1928  | Walt Disney et Ub Iwerks           |
| 14    | Le Vieux Moulin                                            | Disney        | 1937  | Wilfred Jackson                    |
| 15    | Bad Luck Blackie                                           | MGM           | 1949  | Tex Avery                          |
| 16    | The Great Piggy Bank Robbery                               | Warner Bros.  | 1946  | Bob Clampett                       |
| 17    | Popeye the Sailor Meets Sindbad the Sailor                 | Fleischer     | 1936  | Dave Fleischer                     |
| 18    | La Danse macabre                                           | Disney        | 1929  | Walt Disney et Ub Iwerks           |
| 19    | Snow White (en)                                            | Fleischer     | 1933  | Dave Fleischer                     |
| 20    | Minnie the Moocher                                         | Fleischer     | 1932  | Dave Fleischer                     |
| 21    | Coal Black and de Sebben Dwarfs                            | Warner Bros.  | 1943  | Bob Clampett                       |
| 22    | Der Fuehrer's Face                                         | Disney        | 1943  | Jack Kinney                        |
| 23    | Little Rural Riding Hood                                   | MGM           | 1949  | Tex Avery                          |
| 24    | The Tell-Tale Heart (1953 film)                            | UPA           | 1953  | Ted Parmelee                       |
| 25    | Le P'tit Chaos (The Big Snit)                              | NFB           | 1985  | Richard Condie                     |
| 26    | Le Brave Petit Tailleur (Brave Little Tailor)              | Disney        | 1938  | Bill Roberts                       |
| 27    | Nettoyeurs de pendules (Clock Cleaners)                    | Disney        | 1937  | Ben Sharpsteen                     |
| 28    | Northwest Hounded Police                                   | MGM           | 1946  | Tex Avery                          |
| 29    | Les Instruments de musique (Toot, Whistle, Plunk and Boom) | Disney        | 1953  | Ward Kimball et Charles A. Nichols |
| 30    | Rabbit Seasoning                                           | Warner Bros.  | 1952  | Chuck Jones                        |
| 31    | The Scarlet Pumpernickel                                   | Warner Bros.  | 1950  | Chuck Jones                        |
| 32    | Le chat colla (The Cat Came Back)                          | NFB           | 1988  | Cordell Barker (en)                |
| 33    | Superman)                                                  | Fleischer     | 1941  | Dave Fleischer                     |
| 34    | You Ought to Be in Pictures                                | Warner Bros.  | 1940  | Friz Freleng                       |
| 35    | Ali Baba Bunny                                             | Warner Bros.  | 1957  | Chuck Jones                        |
| 36    | Feed the Kitty                                             | Warner Bros.  | 1952  | Chuck Jones                        |
| 37    | Bimbo's Initiation                                         | Fleischer     | 1931  | Dave Fleischer                     |
| 38    | Bambi Meets Godzilla                                       | Indépendant   | 1969  | Marv Newland (en)                  |
| 39    | Little Red Riding Rabbit                                   | Warner Bros.  | 1944  | Friz Freleng                       |
| 40    | Peace on Earth                                             | MGM           | 1939  | Hugh Harman                        |
| 41    | Rooty Toot Toot                                            | UPA           | 1951  | John Hubley                        |
| 42    | Tom et Jerry au piano (The Cat Concerto)                   | MGM           | 1946  | William Hanna et Joseph Barbera    |
| 43    | The Barber of Seville (cartoon)                            | Lantz         | 1944  | James Culhane                      |
| 44    | L'Homme qui plantait des arbres                            | Frédéric Back | 1987  | Frédéric Back                      |
| 45    | Book Revue                                                 | Warner Bros.  | 1946  | Bob Clampett                       |
| 46    | Quasi at the Quackadero                                    | Indépendant   | 1975  | Sally Cruikshank (en)              |
| 47    | Les Rendez-vous des mélomanes (A Corny Concerto)           | Warner Bros.  | 1943  | Bob Clampett                       |
| 48    | The Unicorn in the Garden                                  | UPA           | 1953  | William T. Hurtz                   |
| 49    | The Dover Boys                                             | Warner Bros.  | 1942  | Chuck Jones                        |
| 50    | Felix in Hollywood (en)                                    | Pat Sullivan  | 1923  | Otto Messmer                       |

## Autres grands cartoons
En supplément à la liste principale, le livre recommande aussi d'autres cartoons qui étaient nommés pour la liste principale. Ils sont placés par ordre alphabétique.
| Titre                                               | Studio             | Année | Réalisateur                      |
| --------------------------------------------------- | ------------------ | ----- | -------------------------------- |
| Allegretto                                          | Indépendant        | 1936  | Oskar Fischinger                 |
| Balloon Land                                        | Celebrity Pictures | 1935  | Ub Iwerks                        |
| Baseball Bugs                                       | Warner Bros.       | 1946  | Friz Freleng                     |
| The Big Snooze                                      | Warner Bros.       | 1946  | Bob Clampett                     |
| Blitz Wolf                                          | MGM                | 1942  | Tex Avery                        |
| The Box (en)                                        | Indépendant        | 1967  | Fred Wolf                        |
| Bugs Bunny and the Three Bears                      | Warner Bros.       | 1944  | Chuck Jones                      |
| Bugs Bunny Gets the Boid                            | Warner Bros.       | 1942  | Bob Clampett                     |
| Crac                                                | Indépendant        | 1981  | Frédéric Back                    |
| The Crunch Bird                                     | Indépendant        | 1971  | Ted Petok                        |
| Education for Death                                 | Disney             | 1943  | Clyde Geronimi                   |
| Ersatz                                              | Zagreb Film        | 1961  | Dušan Vukotić (en)               |
| Fast and Furry-ous                                  | Warner Bros.       | 1949  | Chuck Jones                      |
| Ferdinand le taureau (Ferdinand the Bull)           | Disney             | 1938  | Dick Richard                     |
| Flebus                                              | Terrytoons         | 1957  | Ernest Pintoff et Gene Deitch    |
| Des arbres et des fleurs (Flowers and Trees)        | Disney             | 1932  | Burt Gillet                      |
| Frank Film (en)                                     | Indépendant        | 1973  | Frank Mouris                     |
| Furies                                              | Indépendant        | 1978  | Sara Petty                       |
| Le Singe d'une nuit d'été (Gorilla My Dreams)       | Warner Bros.       | 1948  | Robert McKimson                  |
| Hair-Raising Hare                                   | Warner Bros.       | 1946  | Chuck Jones                      |
| I Love to Singa                                     | Warner Bros.       | 1936  | Tex Avery                        |
| Kitty Kornered                                      | Warner Bros.       | 1946  | Bob Clampett                     |
| Ko-Ko's Earth Control                               | Fleischer          | 1928  | Dave Fleischer                   |
| Little Nemo                                         | Winsor McCay       | 1911  | Winsor McCay                     |
| Les Revenants solitaires (Lonesome Ghosts)          | Disney             | 1937  | Burt Gillet                      |
| Lupo le boucher (Lupo the Butcher)                  | Rocketship Ltd,    | 1987  | Danny Antonucci                  |
| The Mechanical Monsters (en)                        | Fleischer          | 1941  | Dave Fleischer                   |
| Les Joyeux Mécaniciens (Mickey's Service Station)   | Disney             | 1935  | Ben Sharpsteen                   |
| La Remorque de Mickey (Mickey's Trailer)            | Disney             | 1938  | Ben Sharpsteen                   |
| Moonbird                                            | Indépendant        | 1959  | John Hubley et Faith Hubley      |
| Mother Goose Goes Hollywood                         | Disney             | 1938  | Wilfred Jackson                  |
| Tom et Jerry font le ménage (Mouse Cleaning)        | MGM                | 1948  | William Hanna et Joeseph Barbera |
| Le Déménagement de Mickey (Moving Day)              | Disney             | 1936  | Ben Sharpsteen                   |
| Jazz Band contre Symphony Land (Music Land)         | Disney             | 1935  | Wilfred Jackson                  |
| The Old Grey Hare                                   | Warner Bros.       | 1944  | Bob Clampett                     |
| Old Man of the Mountain                             | Fleischer          | 1933  | Dave Fleischer                   |
| Plane Crazy                                         | Disney             | 1928  | Walt Disney et Ub Iwerks         |
| Chien d'arrêt (The Pointer)                         | Disney             | 1939  | Clyde Geronimi                   |
| Poor Cinderella                                     | Fleischer          | 1934  | Dave Fleischer                   |
| Popeye the Sailor Meets Ali Baba's Forty Thieves    | Fleischer          | 1937  | Dave Fleischer                   |
| Rabbit Hood                                         | Warner Bros.       | 1949  | Chuck Jones                      |
| Rhapsodie en marteau piqueur (Rhapsody in Rivets)   | Warner Bros.       | 1941  | Friz Freleng                     |
| Rhapsody Rabbit                                     | Warner Bros.       | 1946  | Friz Freleng                     |
| Scaredy Cat                                         | Warner Bros.       | 1948  | Chuck Jones                      |
| Screwball Squirrel                                  | MGM                | 1944  | Tex Avery                        |
| Señor Droopy                                        | MGM                | 1949  | Tex Avery                        |
| The Street (en)                                     | NFB                | 1976  | Caroline Leaf                    |
| The Sunshine Makers (en)                            | Van Beuren         | 1935  | Ted Eshbaugh (en)                |
| Swing Shift Cinderella                              | MGM                | 1945  | Tex Avery                        |
| A Tale of Two Kitties                               | Warner Bros.       | 1942  | Bob Clampett                     |
| De l'autre côté du miroir (Thru the Mirror)         | Disney             | 1936  | David Hand                       |
| Tweetie Pie                                         | Warner Bros.       | 1947  | Friz Freleng                     |
| When Magoo Flew                                     | UPA                | 1955  | Peter Burness                    |
| Qui a tué le rouge-gorge ? (Who Killed Cock Robin?) | Disney             | 1935  | David Hand                       |
| A Wild Hare                                         | Warner Bros.       | 1940  | Tex Avery                        |
| Woody Woodpecker                                    | Lantz              | 1941  | Walter Lantz                     |
| Your Face                                           | Indépendant        | 1987  | Bill Plympton                    |